# Proameira hiddensoensis
Proameira hiddensoensis är en kräftdjursart som först beskrevs av Schäfer 1936.  Proameira hiddensoensis ingår i släktet Proameira och familjen Ameiridae. Arten är reproducerande i Sverige. Inga underarter finns listade i Catalogue of Life.